# Hermannia glabrata
Hermannia glabrata är en malvaväxtart som beskrevs av Carl von Linné d.y.. Hermannia glabrata ingår i släktet Hermannia och familjen malvaväxter. Inga underarter finns listade i Catalogue of Life.